# 飛火野耀
飛火野 耀（とびひの あきら、男性）は、日本の小説家。ライトノベル作家。

## 経歴・人物
1988年、日本ファルコムのアクションRPG『イース』のノベライズ『イース 失われた王国』でデビュー。1996年の『神様が降りてくる夏』を最後に沈黙した。覆面作家として知られる。
デビュー作『イース』の略歴では、尊敬する人物として、トマス・ピンチョン、大島弓子、カール・テオドア・ドライヤーの名をあげており、趣味として、競馬場での瞑想とルネサンス音楽の鑑賞をあげている。また、『イース』第2巻の略歴では、牡羊座であることを明かし、好きな物としてデューク・エリントンの音楽、ジャン・ルノワールの映画、エスプレッソのコーヒーを挙げ、嫌いなものとして、雷、歯科医、甲殻類を挙げている。
オリジナル作品『UFOと猫とゲームの規則』では、物語の登場人物として、カフカの短編小説『家父の気がかり』にある奇妙な生物「オドラデク」が登場するなど、不条理小説・幻想小説の影響が窺える。

## 著作リスト

### ノベライズ・リミックス作品
- イース　失われた王国（イラスト：藤原カムイ・杉浦守、角川文庫、1988年03月）
  - 新装版（イラスト：藤原カムイ・杉浦守、角川スニーカー文庫、1992年03月）
- イース　2 異界からの挑戦（イラスト：藤原カムイ・杉浦守、角川スニーカー文庫、1992年03月）
- エメラルドドラゴン　上・下（イラスト：木村明広、電撃文庫、1994年09月、翌01月）

### オリジナル作品
- もうひとつの夏へ　上・下（イラスト：岡崎武士、角川スニーカー文庫、1990年04，07月）
- UFOと猫とゲームの規則（イラスト：山口マオ、角川スニーカー文庫、1991年10月）
- 神様が降りてくる夏（メディアワークス、1996年7月)